# 亞歷杭德羅·薩維利亞
亞歷杭德羅·薩維利亞（Alejandro Javier Sabella，1954年11月5日—2020年12月8日），是一名阿根廷足球運動員和教練，出生於布宜諾斯艾利斯，在阿根廷的河床競技俱樂部開始了他的職業足球選手生涯。1978年到英格蘭職業聯賽的謝菲爾德聯效力，薩維利亞在英格蘭時被稱為「Alex」，這是他本名的英文化版本。隨後他在里茲聯度過了一段時光，之後返回美洲轉戰阿根廷的拉普拉達學生隊、費羅卡利，巴西的格雷米奧隊，墨西哥伊拉普亞圖足球會等俱樂部。
退役後，薩維利亞成為一名教練，並開始與同胞和密友丹尼爾·帕薩雷拉長期合作，並在帕薩雷拉執教阿根廷與烏拉圭國家隊、意大利帕爾馬隊、墨西哥蒙特雷隊，及巴西哥林多人保利斯塔體育會時，擔任他的助理教練，最後回到了他們曾效力過的河床競技俱樂部。
2009年，薩維利亞成為拉普拉達學生隊的主教練，贏得了2010年至2011年阿根廷足球甲级联赛冠軍，和2009年南美解放者杯冠軍。薩維利亞於2011年2月從拉普拉達學生隊辭職，隨後被任命為阿根廷國家隊的教練，執教阿根廷隊參加了2014年世界杯，並獲得亞軍。薩維利亞在這屆世界盃結束後，離開阿根廷國家隊職務。
薩維利亞於2020年12月8日死於院內感染的病毒所引發的心臟病，享年66歲。 

## 獲獎

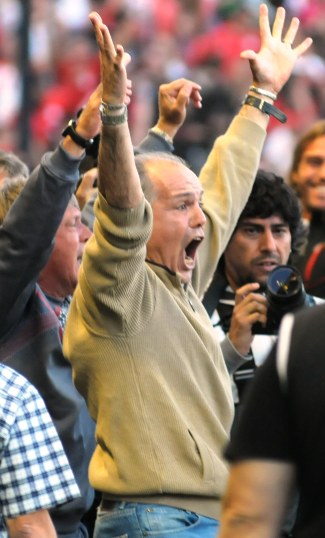
薩維利亞2010年擔任拉普拉達學生隊總教練，獲得阿根廷足球甲级聯賽冠軍時興奮的慶祝

### 選手時期
河床競技俱樂部
- 阿根廷足球甲级联赛: 1975年大都會聯賽、1975年國民聯賽、1977年大都會聯賽

拉普拉達學生隊
- 阿根廷足球甲级聯賽: 1982年大都會聯賽、1983年國民聯賽

### 教練時期

#### 職業球會
拉普拉達學生隊
- 南美解放者盃: 2009年
- 阿根廷足球甲级聯賽: 2010年
- 世俱盃亞軍: 2009年

#### 國家隊
阿根廷
- 世界盃亞軍: 2014年